# Santy Asanuma
Santy S. Asanuma (* 11. Dezember 1961) ist ein Politiker in Palau. Er ist seit 2021 Postmaster General von Palau. Er ist zudem Mitglied des Senate of Palau.

## Familie
Asanuma ist der Sohn von Asanuma Asao, einem Japanese-Palauan, und von dessen Frau Sechedui. Sie war Mitglied im Palau’s Advisory Council.